# Navrotskyita
La navrotskyita és un mineral de la classe dels sulfats. Rep el nom en honor d'Alexandra Navrotsky (Nova York, Estats Units d'Amèrica, 20 de juny de 1943), química física, geoquímica i científica de materials a la Universitat de Califòrnia.

## Característiques
La navrotskyita és un sulfat de fórmula química K₂Na₁₀(UO₂)₃(SO₄)₉·2H₂O. Va ser aprovada com a espècie vàlida per l'Associació Mineralògica Internacional l'any 2019, sent publicada a finals de l'any 2023. Cristal·litza en el sistema ortoròmbic. Els cristalls semblen agulles aciculars afilades d'aproximadament 1 mm de llarg, que solen aparèixer en forma d'esprais radials i agregats estretament entrecrescuts que recorden els feixos de fibra òptica.
Les mostres que van servir per a determinar l'espècie, el que es coneix com a material tipus, es troben conservades a les col·leccions mineralògiques del Museu d'Història Natural del Comtat de Los Angeles, a Los Angeles (Califòrnia) amb els números de catàleg: 73574, 73575 i 73576.

## Formació i jaciments
Va ser descoberta a la mina Blue Lizard, situada al districte miner de Red Canyon, dins el comtat de San Juan (Utah, Estats Units). Es troba en matriu de gres i asfaltita, amb estreta associació amb belakovskiïta, blödita, bobcookita, changoïta, fermiïta, ferrinatrita, ilsemannita, ivsita, meisserita, pseudomeisserita-(NH4), seaborgita i tamarugita. Aquesta mina estatunidenca és l'únic indret de tot el planeta on ha estat descrita aquesta espècie mineral.